# 기동경찰 패트레이버
《기동경찰 패트레이버》(일본어: 機動警察パトレイバー, 영어: Mobile Police PATLABOR)는 1988년을 기점으로 10년 후부터 몇 년 동안 가까운 미래의 도쿄를 중심으로 한 지역을 무대로 한 만화, 애니메이션, 소설 등의 미디어 믹스 작품이다. 당시로서는 드문 미디어 믹스를 전개한 선구적인 작품이다.
《기동경찰 패트레이버》는 감독 오시이 마모루, 작가 이토우 카즈노리(伊藤和典), 기계 디자인 이즈부치 유타카(出渕裕), 캐릭터 디자인 다카다 아케미(高田明美), 만화가 유우키 마사미로 구성된 모임 ‘헷도기아’(ヘッドギア, 영어: Headgear)에서 만들어냈다. 대중의 인기를 얻은 '패트레이버'는 만화, 텔레비전 시리즈, 2가지의 OVA 시리즈, 3편의 영화, 2가지 라이트 노벨 시리즈, ‘미니파토’로 이름붙여진 영상 모음 등으로 제작되었다. 비디오 게임으로 각색되었고, 사운드트랙에서 모형까지 라이선스로 제작되었다.
유우키 마사미의 만화 《기동경찰 패트레이버》는 1990년 쇼가쿠칸 만화상을 수상하였다.

## 개요
이야기는 출시 당시로부터 가까운 미래인 1998~2002년을 배경으로 한다. ‘레이버’로 불리는 로봇이 중건설 작업에 사용된다. 일본 경시청은 패트레이버라는 고유의 순찰 레이버 팀을 보유하여 범죄와 테러, 레이버가 개입된 사고에 맞선다. 스토리 아크는 종종 경시청 특차(特車)2과 제2소대를 중심으로 벌어진다. 노아 이즈미가 시리즈의 주인공이지만 2소대 전원이 각자의 역할을 담당한다.
작품은 영화와 텔레비전이 각자의 시간 연대를 따르며, OVA 시리즈는 둘 중 한 쪽을 따른다. 만화는 별도의 연대로 진행된다.

## 등장인물
특차2과 제2소대
- 이즈미 노아(泉 野明): 잉그램 1호기 조종 담당. 잉그램에 대한 애착이 강하다.
- 시노하라 아스마(篠原 遊馬): 1호기 지휘 담당. 레이버 제조기업 시노하라 중공업의 장남
- 고토우 키이치(後藤 喜一): 제2소대 대장
- 오오타 이사오(太田 功): 2호기 조종 담당. 사격 솜씨가 좋으나 쉽게 난폭해진다.
- 신시 미키야스(進士 幹泰): 2호기 지휘 담당에서 후방 지원 담당으로 변경. 마음이 약해 오오타의 난폭함에 휘둘린다.
- 야마자키 히로미(山崎 ひろみ): 후방지원담당. 신장 2미터를 넘는 거인이나 성격은 조심스럽고 눈물이 많다.
- 카누카 클랜시(香貫花 クランシ): 애니메이션판에서 신시 대신 2호기 지휘를 담당. 레이버 조종 기술도 좋다.
- 쿠마가미 타케오(熊耳 武緒): 만화판에서 신시 대신 2호기 지휘를 담당 (애니메이션에서는 카누카의 후임으로 2호기 지휘). 제2소대의 수습 역할.

특차2과 제1소대
- 나구모 시노부(南雲 しのぶ): 제1소대 대장. 제2소대에서 일어나는 소란에 고민한다.

특차2과 정비반
- 사카키 세이타로우(榊 清太郎): 정비반장. ‘정비의 신’으로 불리는 베테랑.
- 시바 시게오: 정비반원. 반원들의 리더적 존재.

샤프트 엔터프라이즈
- 우츠미(内海): 전투용 레이버 ‘그리폰’을 설계, 제작. 기획7과 과장.
- 구로사키(黒崎): 우츠미의 부하로, 평소 주위에서 대기.
- 바드리나트 하르찬드(바도): 그리폰 조종사이며 소년.

## 등장 기기
특차2과 제2소대
- 잉그램 1호기: 주인공 이즈미 노아가 조종하여 활약하는 기체.
- 잉그램 2호기: 오오타 이사오가 조종.
- 잉그램 3호기: 자료 수집용의 예비 기체. 종종 파괴되는 1호기와 2호기에 부품을 공급한다.
- 97식 레이버 지휘차: 지원팀이 탑승하여 이동하면서 지휘를 내릴 때 이용하는 차량.
- 99식 대형특수운반차: 잉그램의 운반을 담당. 통상 ‘레이버 캐리어’라 부른다. 캐리어 부분을 들어올려 거대한 방패로 사용할 수도 있다.

기타
- 브로켄: 군사용 레이버
- 팬텀: 레이저 병기 탑재
- 그리폰: 경이적 성능을 지닌 패트레이버의 강적.

## 매체
각자의 줄거리로 발표된 작품군은 다음과 같다.

### 만화
1988년부터 1994년까지 쇼가쿠칸의 주간 소년 선데이를 통하여 22권 분량이 발행되었다.

### 첫 번째 OVA, 극장판 애니메이션
OVA
- 기동경찰 패트레이버 (1988~1989, 총 7편)

경시청 특차2과의 시작을 상세히 그렸다.
극장판
- 기동경찰 패트레이버 (영화) (1989)

1999년, 도쿄 일대에 걸친 일련의 무작위 레이버 사고에 특차2과가 투입되는데 …
- 패트레이버 두 번째 극장판 (1993)

2001년에서 2002년으로 넘어가는 겨울, 비밀 테러 집단이 도쿄에서 위기 사태를 획책하는데 …
- 기동경찰 패트레이버 3: 폐기물 13호 (Wasted 13) (2002)

2000년, 2명의 경시청 형사가 유전 공학 프로젝트에서 연구하던 과학자들의 실종 사건을 조사하는데 …

### TV 애니메이션, 두 번째 OVA
- 패트레이버:TV 시리즈 (1989~1990, 총 47편)

특무2과 제2소대의 모험을 그린다. 샤프트 기업의 고성능 레이버 J9 그리폰과의 대결과 관련된 활동이 포함된다.
- 기동경찰 패트레이버 P 시리즈 (1990~1990, 총 16편)

TV 시리즈의 특정 부분과 연결되기도 하며, 마지막회와 이어진다. 그리폰 스토리아크도 마무리된다.
2002년의 영화 공개에 앞서 3부의 시리즈로 '기동경찰 패트레이버 미니멈: 미니파토'를 발표했다. '미니파토'는 종이 인형, CGI, 클레이 애니메이션 등을 사용하여 시리즈 전체의 개념에 대해 설명한다.

### 실사 영화
- 넥스트 제네레이션 패트레이버

주식회사 토호쿠신샤 (株式会社東北新社)에서 제작한 패트레이버의 실사 영화이다. 2013년 도쿄 국제 애니메이션 페어에서 제작이 발표되었고, 총 12편이 계획되었다.